# Iowa Colony
Iowa Colony – wieś w Stanach Zjednoczonych, w stanie Teksas, w hrabstwie Brazoria.